# Rafael Vera Fernández-Huidobro
Rafael Vera Fernández-Huidobro (Madrid, 7 de febrer de 1945) és un expolític espanyol. Va ser Secretari d'Estat de Seguretat del Govern d'Espanya presidit per Felipe González entre el 24 d'octubre de 1986 i el 29 de gener de 1994. En juliol de 1998 va ser condemnat per delicte de segrest i malversació de cabals públics en relació amb el grup terrorista GAL que va practicar l'anomenada "guerra bruta contra ETA".

## Trajectòria
El seu pare era membre del Sindicat Vertical franquista. Rafael Vera era aparellador de professió i membre del PSOE. Entre el 26 d'octubre de 1980 i el 27 d'octubre de 1981 va ser director de la Delegació de Seguretat i Policia Municipal de l'Ajuntament de Madrid, data en què va ser nomenat delegat d'aquesta àrea, i va romandre en el càrrec fins a desembre de 1982. Seguidament va ser nomenat Director General de la Seguretat de l'Estat i, des del 9 de febrer de 1984, subsecretari del Ministeri de l'Interior, fins al seu ascens a secretari d'Estat.

## Condemnes judicials
En juliol de 1998 fou condemnat per la Sala Segona del Tribunal Suprem a deu anys de presó i dotze d'inhabilitació absoluta pels delictes de segrest en la persona de ciutadà hispano-francès Segundo Marey, realitzat pels GAL, i malversació de cabals públics. No obstant això, amb prou feines cinc mesos més tard, el Govern de José María Aznar, a sol·licitud d'un grup de regidors socialistes i d'un particular, li va concedir un indult parcial que rebaixava la pena de presó a tres anys i quatre mesos.
El 19 d'octubre de 2004 el Tribunal Suprem, confirmant la sentència que dos anys abans havia dictat l'Audiència Provincial de Madrid, el va condemnar a set anys de presó i 18 d'inhabilitació per un delicte continuat de malversació de cabals públics en el conegut com a «cas dels fons reservats», en considerar provat que es va lucrar personalment «en quantitats importantíssimes» i va sostreure altres quantitats a favor de terceres persones, «fins a una xifra global que supera de lluny els 600 milions de pessetes» (gairebé quatre milions d'euros). L'ex president Felipe González i els ex ministres José Luis Corcuera i José Barrionuevo (aquest últim també condemnat per segrest i malversació en el cas Marey) van sol·licitar el seu indult, que fou denegat.
Algunes finques que Vera va comprar amb part d'aquests diners van passar, també en 2004, a ser de titularitat pública.
Va ingressar per tercera vegada a la presó al febrer de 2005. El març de 2006 se li va permetre l'accés al règim en el qual se li permet passar fora de la presó cinc dies a la setmana. L'agost va obtenir el tercer grau penitenciari que li permet no tornar a la presó més que a controls rutinaris. El tercer grau li havia estat denegat als cinc mesos del seu ingrés a la presó.
En 2007, l'Audiència Provincial de Madrid el va condemnar, a ell i el seu secretari Juan de Justo, a un any, sis mesos i un dia de presó i quatre d'inhabilitació per un altre delicte de malversació de cabals públics en el conegut com a «cas dels maletins» per haver ordenat que més de 206 milions de pessetes procedents dels fons reservats s'utilitzessin per «compensar la disminució d'ingressos» que va suposar per als expolicies José Amedo i Michel Domínguez la seva entrada a la presó pel cas GAL i per garantir que guardessin silenci en aquest afer.
El gener de 2010, el Tribunal Europeu de Drets Humans, per 4 vots contra 3, va rebutjar el seu recurs per possible «infracció del dret de presumpció d'innocència» en el cas Marey, encara que consideraren que el primer jutge instructor, Baltasar Garzón, «no havia respost a l'exigència d'imparcialitat». L'expresident de la Junta d'Extremadura, Juan Carlos Rodríguez Ibarra (del PSOE, igual que Vera), va considerar que el jutge Baltasar Garzón havia comès prevaricació.
En un reportatge emès en TVE al març de 2015, Rafael Vera va declarar que, encara que "la guerra bruta" va poder ser una "equivocació legal", des de "el punt de vista pràctic va tenir el seu paper", en haver aconseguit la col·laboració francesa, per la qual cosa, segons la seva opinió, "alguna utilitat va tenir". Al juny d'aquest any, la Fiscalia del País Basc va obrir una recerca per si les seves declaracions constituïen un delicte d'enaltiment del terrorisme o d'humiliació a les víctimes. El març de 2016, la Fiscalia de l'Audiència Nacional va arxivar la recerca.

## Activitat literària i empresarial
En 2009 va publicar El padre de Caín, novel·la que seria traslladada a la televisió en una minisèrie del mateix títol. En 2013 va crear l'empresa Asociación Hispano Argelina de Desarrollo Industrial junt amb altres antics alts càrrecs. En 2016 va publicar Sokoa. Operación Caballo de Troya.